# Centro Sportivo Esercito
Il Centro Sportivo Esercito ha la finalità di incentivare e sviluppare la pratica sportiva tra tutti i militari alle armi nell'Esercito Italiano. Inoltre è il corpo sportivo militare degli sport olimpici e si occupa di sport a livello agonistico, al fine di arruolare nell'E.I. atleti di chiaro interesse nazionale. Cura e segue, di concerto con gli organismi sportivi federali, la preparazione atletica e l'attività agonistica dei militari. Dipende direttamente dallo Stato maggiore dell'Esercito italiano.

## Storia
Il corpo è stato costituito il 1º gennaio del 1960 come Centro Sportivo Esercito in concomitanza della 14ª edizione dei Giochi Olimpici di Roma e con alle sue dipendenze la 1ª Compagnia speciale atleti, che nel tempo ha assunto diverse denominazioni. Quindi nacque la Sezione Sport Invernali del CSE, nella sede del Centro Addestramento Alpino. Nel 1970 fu formata la sezione di paracadutismo sportivo.
Nel 2008 il primo reparto atleti, assume la denominazione attuale di "Centro sportivo olimpico dell'Esercito (CSOE)".

## Organizzazione
La componente sportiva dell'Esercito è organizzata in forma di associazione sportiva dilettantistica e si suddivide in cinque sezioni:
- Centro sportivo olimpico dell'Esercito (CSOE) con sede a Roma-Cecchignola, con le seguenti specializzazioni:
  - atletica leggera;
  - ciclismo;
  - ginnastica;
  - judo, Lotta, Karate e Arti Marziali;
  - nuoto e tuffi;
  - pentathlon militare;
  - pentathlon moderno e triathlon;
  - pugilato;
  - scherma;
  - sollevamento pesi;
  - taekwondo;
  - tiro a segno;
  - tiro a volo;
- Centro addestramento alpino - Reparto attività sportive di Courmayeur, con le seguenti specializzazioni:
  - biathlon;
  - salto con gli sci;
  - sci alpinismo;
  - sci alpino;
  - sci di fondo;
  - ski cross;
  - sci d'erba;
  - skiroll;
  - slittino;
  - snowboard (alpino e boardercross);
  - short track;
  - lead;
  - boulder;
  - speed;
  - winter triathlon;
- Sezione di Paracadutismo sportivo dell'Esercito (Centro addestramento paracadutismo) di Pisa, con le seguenti specializzazioni:
  - precisione in atterraggio
  - stile in caduta libera
  - formazioni in caduta libera
  - paraski
  - vertical formation sSkydiving
  - speed
- Centro militare di equitazione di Montelibretti, con le seguenti specializzazioni:
  - salto ostacoli;
  - completo;
  - dressage;
  - endurance;
- Sezione motonautica del 2º rgt. genio pontieri (Piacenza).

Il gruppo sportivo ebbe anche una sezione di rugby a 15 che militò in cinque campionati di prima divisione (Eccellenza e poi Serie A) nel decennio 1960-1970, anno della sua definitiva retrocessione in serie B. La squadra disputava i suoi incontri interni allo stadio Militare dell'Arenaccia di Napoli.

## Il CSOE
Il reparto agonistico, dal 2008 Centro sportivo olimpico dell'Esercito, ha assunto diverse denominazioni nel tempo:
- 1° gennaio 1960 - 14 marzo 1990: 1ª Compagnia speciale bersaglieri atleti
- 15 marzo 1990 - 7 giugno 1992: 1° Centro sportivo Esercito
- 8 giugno 1992 - 20 dicembre 1997: 1º Reparto speciale atleti
- 21 dicembre 1997 - 11 luglio 1999: Battaglione atleti dell’Esercito
- 12 luglio 1999 - 30 settembre 2008: Centro di addestramento ginnico sportivo dell’Esercito
- dal 1° ottobre 2008: Centro sportivo olimpico dell'Esercito

## Sportivi importanti
Il Centro Sportivo Esercito non ha mancato di distinguersi in tutte le discipline sportive estive ed invernali, come nei Giochi olimpici e nei Campionati mondiali ed europei delle varie discipline.
Hanno militato e militano nel Centro Sportivo Esercito atleti come:

### Atletica leggera
- Elisa Cusma:

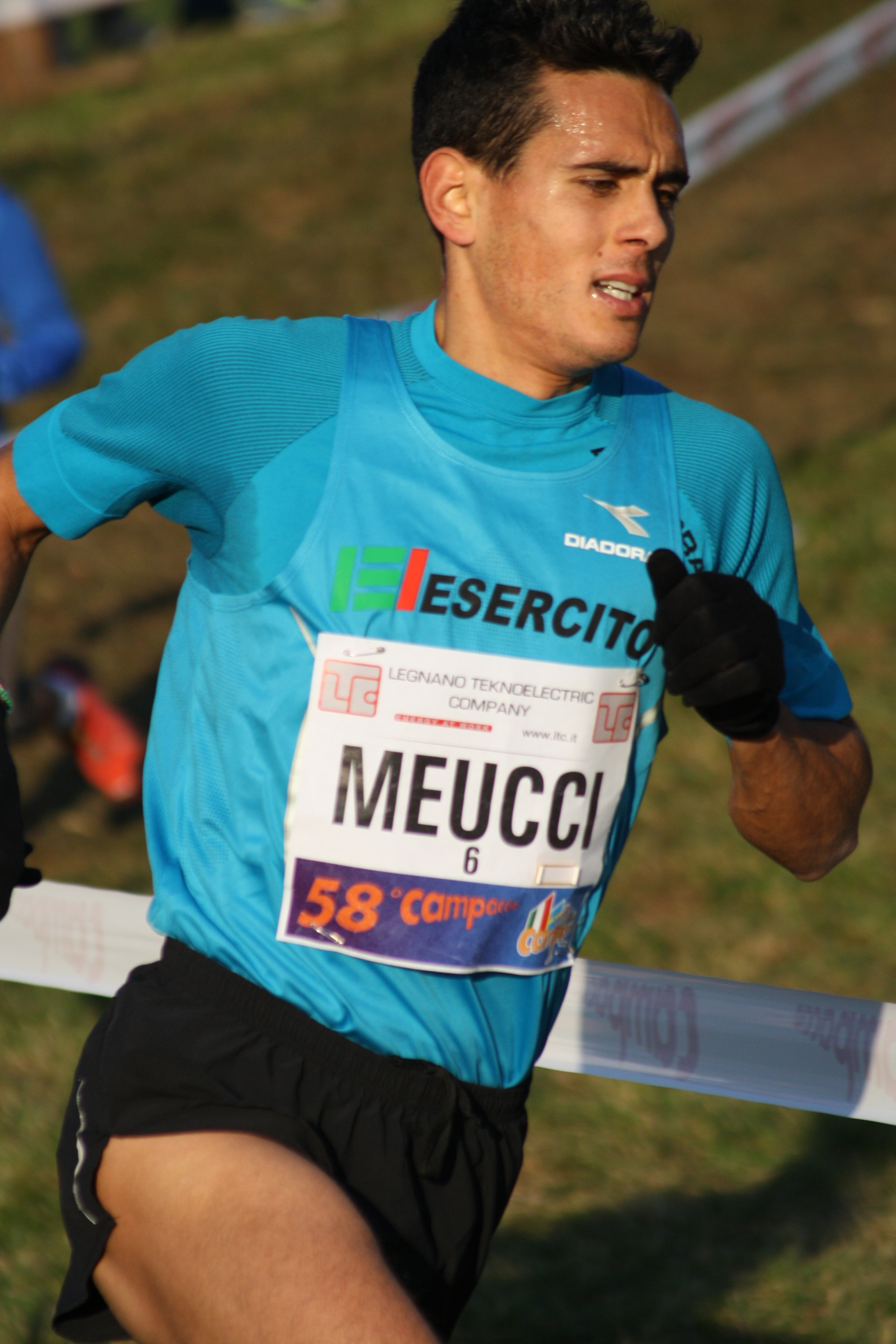
Daniele Meucci durante il 58º Cross del Campaccio nel 2015 con i colori del C.S. Esercito.

- Daniele Meucci: campione europeo di maratona a Zurigo 2014
- Marta Milani:

#### Atletica leggera paralimpica
- Monica Graziana Contrafatto:

### Biathlon
- Karin Oberhofer: doppia medaglia di bronzo olimpica a Soči 2014;
- Dominik Windisch: doppia medaglia di bronzo olimpica a Pyeongchang 2018;

### Equitazione

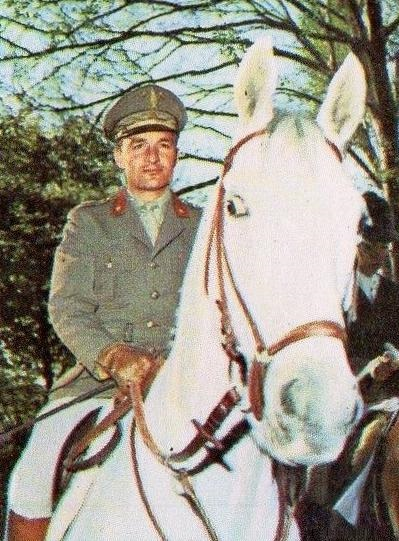
Paolo Angioni in tenura da cavaliere dell'Esercito.

Piero D'Inzeo in tenura da cavaliere dell'Esercito su The rock, argento a.

- Paolo Angioni: medaglia d'oro olimpica a Roma 1960;
- Alessandro Argenton: medaglia d'oro olimpica a Tokyo 1964 e d'argento a Monaco di Baviera 1972;
- Piero D'Inzeo

### Ginnastica

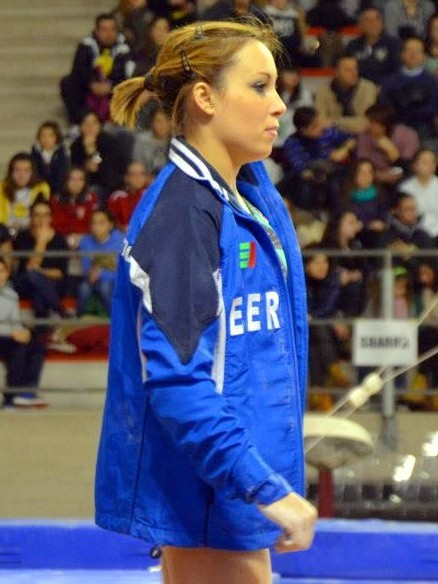
Vanessa Ferrari a Firenze nel 2013 durante una gara con i colori del C.S. Esercito.

- Vanessa Ferrari: campionessa mondiale di ginnastica al Concorso individuale femminile ad Aarhus 2006 ed europea a Volos 2006, Amsterdam 2007 Concorso individuale e Corpo libero, Sofia 2014. Medaglia d'argento al corpo libero alle Olimpiadi di Tokyo 2020.

### Judo
- Fabio Basile: medaglia d'oro olimpica a Rio de Janeiro 2016;
- Odette Giuffrida: medaglia d'argento olimpica a Rio de Janeiro 2016, medaglia di bronzo alle Olimpiadi di Tokyo 2020 e campionessa del mondo ai mondiali di Abu Dhabi 2024

### Lotta
- Frank Chamizo: medaglia di bronzo olimpica a Rio de Janeiro 2016;
- Abraham Conyedo: medaglia di bronzo olimpica alle Olimpiadi di Tokyo 2020.

### Nuoto
- Rachele Bruni: medaglia d'argento olimpica a Rio de Janeiro 2016;
- Gabriele Detti: doppia medaglia di bronzo olimpica a Rio de Janeiro 2016;
- Fabio Scozzoli: campione europeo e campione mondiale.
- Arianna Bridi: campionessa europeo e campionessa mondiale.
- Niccoló Beni: Campione mondiale militare.

### Pattinaggio su ghiaccio
- Mirko Vuillermin: medaglia d'oro e d'argento olimpica a Lillehammer 1994;
- Lucia Peretti: medaglia d'argento olimpica a Pyeongchang 2018 e di bronzo a Soči 2014;
- Mara Zini: medaglia di bronzo olimpica a Torino 2006;
- Katia Zini: medaglia di bronzo olimpica a Torino 2006;

### Pugilato
- Francesco Musso: medaglia d'oro olimpica a Roma 1960;
- Francesco De Piccoli: medaglia d'oro olimpica a Roma 1960;
- Fernando Atzori: medaglia d'oro olimpica a Tokyo 1964;
- Cosimo Pinto: medaglia d'oro olimpica a Tokyo 1964;
- Bepi Ros: medaglia di bronzo olimpica a Tokyo 1964;

### Scherma
- Martina Criscio:
- Mara Navarria:

### Sci alpino
- Marta Bassino: medaglia d'oro mondiale nello slalom parallelo a Cortina d'Ampezzo 2021 e vincitrice della Coppa del Mondo di slalom gigante 2021
- Gianfranco Martin: medaglia d'argento olimpica a Albertville 1992;
- Giuliano Razzoli: medaglia d'oro olimpica a Vancouver 2010;
- Matilde Lorenzi

### Sci alpinismo
- Robert Antonioli: pluricampione mondiale di Sci alpinismo;
- Damiano Lenzi: pluricampione mondiale di Sci alpinismo;
- Matteo Eydallin: pluricampione mondiale di Sci alpinismo;

### Sci nordico
- Marco Albarello: plurimedagliato olimpico e mondiale

### Snowboard
- Michela Moioli: medaglia d'oro olimpica a Pyeongchang 2018;

### Taekwondo
- Mauro Sarmiento: medaglia d'argento olimpica a Pechino 2008; medaglia di bronzo olimpica a Londra 2012;

### Tiro a volo
- Diana Bacosi: medaglia d'oro olimpica a Rio de Janeiro 2016, medaglia d'argento alle Olimpiadi di Tokyo 2020 e medaglia d'oro alle Olimpiadi di Parigi 2024;

### Tuffi
- Francesca Dallapé: medaglia d'argento olimpica a Rio de Janeiro 2016;

Giovanni Tocci da Cosenza N1italiano di alto livello internazionale

## Medagliere
| Competizione              | Oro | Argento | Bronzo |
| ------------------------- | --- | ------- | ------ |
| Giochi olimpici estivi    |     |         |        |
| Giochi olimpici invernali |     |         |        |
| Giochi paralimpici estivi |     |         |        |
| Totale                    |     |         |        |